# Enzo Artoni
Enzo Artoni, né à Buenos Aires le 27 janvier 1976, est un ancien joueur de tennis professionnel italien.

## Palmarès

### Titres en double messieurs
| No | Date       | Nom et lieu du tournoi          | Catégorie   | Dotation  | Surface      | Partenaire       | Finalistes                    | Score          |          |
| -- | ---------- | ------------------------------- | ----------- | --------- | ------------ | ---------------- | ----------------------------- | -------------- | -------- |
| 1  | 10-09-2001 | Brasil Open Costa do Sauípe     | Int' Series | 375 000 $ | Dur (ext.)   | Daniel Melo      | Gastón Etlis Brent Haygarth   | 6-3, 1-6, 7-65 | Parcours |
| 2  | 15-05-2004 | Grand-Prix Hassan II Casablanca | Int' Series | 355 000 $ | Terre (ext.) | Fernando Vicente | Yves Allegro Michael Kohlmann | 3-6, 6-0, 6-4  | Parcours |

### Finale en double messieurs
| No | Date       | Nom et lieu du tournoi                       | Catégorie   | Dotation  | Surface      | Vainqueurs                     | Partenaire             | Score         |          |
| -- | ---------- | -------------------------------------------- | ----------- | --------- | ------------ | ------------------------------ | ---------------------- | ------------- | -------- |
| 1  | 24-09-2001 | Campionati Internazionali di Sicilia Palerme | Int' Series | 375 000 $ | Terre (ext.) | Tomás Carbonell Daniel Orsanic | Emilio Benfele Álvarez | 6-2, 2-6, 6-2 | Parcours |